# Jacinta Serete
Jacinta Serete est une athlète kényane.

## Carrière
Jacinta Serete remporte la médaille d'or du saut en longueur aux Championnats d'Afrique de 1982. Elle est triple championne du Kenya du saut en longueur (1982, 1983 et 1988) et championne du Kenya de saut en hauteur en 1983.